# Campeonato Português de Rugby de 2023-24
O Campeonato Nacional Divisão de Honra de 2023–24, também conhecida como TOP 10, é a 65ª edição do campeonato nacional de clubes de rugby union, operada pela Federação Portuguesa de Rugby (FPR).

## Formato
As seis melhores equipas no final da temporada regular (depois de todas as equipas terem-se defrontado duas vezes, uma em casa, uma vez fora) entram numa fase a eliminar (play-off) para decidir quem será o campeão português. Consiste em três eliminatórias: as equipes que terminam do terceiro ao sexto lugar na tabela jogam os quartos de final (sendo os jogos sediados pelas equipas classificadas no terceiro e quarto lugares). Os vencedores enfrentam então as duas equipas melhor classificadas nas meias-finais, encontrando-se os vencedores na final no Campo de Rugby do Jamor, em Oeiras .
Os pontos são atribuídos de acordo com o seguinte:
- 4 pontos por vitória
- 2 pontos por empate
- 1 ponto de bónus é concedido a uma equipa que marcar 4 ensaios ou mais num jogo
- 1 ponto de bónus é concedido a uma equipa que perde um jogo por 7 pontos ou menos

### Promoção e despromoção
A última equipa no play-out de despromoção é despromovida para o Campeonato Nacional da 1ª Divisão de Rugby, enquanto a equipa que terminar em 1º lugar no segundo escalão substituirá esta última. 

## Equipas
| Clube      | Cidade  | Estádio                                   | Capacidade | Classificação anterior |
| ---------- | ------- | ----------------------------------------- | ---------- | ---------------------- |
| Académica  | Coimbra | Estádio Municipal Sérgio Conceição        | 2 500      | 10º                    |
| Agronomia  | Lisboa  | Tapada da Ajuda                           | 500        | 3º                     |
| Belenenses | Lisboa  | Parque de Rugby de Belém                  | 500        | 5º                     |
| Benfica    | Lisboa  | Campo de rugby de Honra                   | 5 000      | 4º                     |
| Cascais    | Cascais | Estádio Municipal Dramático Cascais       | 1 000      | 2º                     |
| CDUL       | Lisboa  | Estádio Universitário de Lisboa           | 8 000      | 6º                     |
| CDUP       | Porto   | Estádio Universitário do Porto            | 1 500      | 9º                     |
| Direito    | Lisboa  | Complexo Desportivo Miguel Nobre Ferreira | 2 500      | 1º                     |
| Lousã      | Lousã   | Estádio Municipal José Redondo            | 500        | 7º                     |
| São Miguel | Lisboa  | Parque de Rugby Bulldog                   | 800        | 8º                     |

| Número | Distrito | Equipe(s)                                                           |
| ------ | -------- | ------------------------------------------------------------------- |
| 7      | Lisboa   | Agronomia, Benfica, Belenenses, Cascais, CDUL, Direito e São Miguel |
| 2      | Coimbra  | Académica e Lousã                                                   |
| 1      | Porto    | CDUP                                                                |

## Temporada regular

### Classificação
| \| \| Classificação do TOP 10 2023-24 [2] \| |                                 |   |   |   |   |     |     |      |     |     |    |
| | Clube                           | J | V | E | D | PM  | PS  | DdP  | PBO | PBD | PT |
| 1 | Direito                         | 5 | 4 | 1 | 0 | 203 | 79  | +124 | 3   | 0   | 20 |
| 2 | Benfica                         | 5 | 4 | 0 | 1 | 167 | 65  | +103 | 3   | 1   | 20 |
| 3 | Belenenses                      | 4 | 4 | 0 | 0 | 153 | 82  | +71  | 4   | 0   | 20 |
| 4 | Agronomia                       | 6 | 3 | 0 | 3 | 149 | 122 | +27  | 2   | 1   | 15 |
| 5 | CDUL                            | 3 | 2 | 0 | 1 | 99  | 40  | +54  | 1   | 1   | 10 |
| 6 | São Miguel                      | 5 | 2 | 0 | 3 | 110 | 129 | -19  | 1   | 0   | 9  |
| 7 | Académica                       | 5 | 2 | 0 | 3 | 86  | 132 | -46  | 1   | 1   | 9  |
| 8 | Lousã                           | 6 | 2 | 0 | 4 | 148 | 253 | -105 | 1   | 0   | 9  |
| 9 | Cascais                         | 4 | 0 | 1 | 3 | 64  | 88  | -24  | 0   | 1   | 3  |
| 10 | CDUP                            | 5 | 0 | 0 | 5 | 39  | 228 | -189 | 0   | 0   | 0  |
| A verde (1º e 2º classificado) classificam-se para a meia final do play-off. A azul (3º a 6º classificado) classificam-se para os quartos de final do play-off. A vermelho (10º classificado) será despromovido para Campeonato Nacional da 1ª Divisão de Rugby . Atualizado: 20 de novembro de 2023 |                                 |   |   |   |   |     |     |      |     |     |    |
| | Classificação do TOP 10 2023-24 |   |   |   |   |     |     |      |     |     |    |

### Jornadas

#### Jornada 1
| 14 de outubro de 2023 | Cascais | 21 – 21 | Direito | Estádio Municipal Dramático Cascais |
| 12:00                 |         |         |         |                                     |

| 14 de outubro de 2023 | Agronomia | 20 – 48 | Belenenses | Tapada da Ajuda |
| 14:30                 |           |         |            |                 |

| 14 de outubro de 2023 | CDUP | 10 – 29 | Académica | Estádio Universitário do Porto |
| 14:00                 |      |         |           |                                |

| 14 de outubro de 2023 | São Miguel | 26 – 28 | Lousã | Parque de Rugby Bulldog |
| 16:00                 |            |         |       |                         |

Folgam: Benfica e CDUL

#### Jornada 2
| 21 de outubro de 2023 | Agronomia | 28 – 25 | Cascais | Tapada da Ajuda |
| 12:00                 |           |         |         |                 |

| 21 de outubro de 2023 | Lousã | 42 – 10 | CDUP | Estádio Municipal José Redondo |
| 15:00                 |       |         |      |                                |

| 21 de outubro de 2023 | Belenenses | 25 – 20 | Benfica | Parque de Rugby de Belém |
| 17:00                 |            |         |         |                          |

| 22 de outubro de 2023 | Académica | 13 – 12 | CDUL | Estádio Municipal Sérgio Conceição |
| 15:00                 |           |         |      |                                    |

Folgam: Direito e São Miguel

#### Jornada 3
| 28 de outubro de 2023 | Direito | 16 – 13 | Agronomia | Campo de Monsanto |
| 14:00                 |         |         |           |                   |

| 28 de outubro de 2023 | São Miguel | 26 – 12 | CDUP | Parque de Rugby Bulldog |
| 16:00                 |            |         |      |                         |

| 28 de outubro de 2023 | Benfica | 18 – 5 | Cascais | Estádio Universitário de Lisboa |
| 16:30                 |         |        |         |                                 |

| 29 de outubro de 2023 | CDUL | 70 – 21 | Lousã | Estádio Universitário de Lisboa |
| 14:00                 |      |         |       |                                 |

Folgam: Académica e Belenenses

#### Jornada 4
| 04 de novembro de 2023 | Benfica | 34 – 15 | Académica | Estádio Universitário de Lisboa |
| 14:00                  |         |         |           |                                 |

| 04 de novembro de 2023 | Direito | 52 – 22 | Lousã | Campo de Monsanto |
| 14:00                  |         |         |       |                   |

| 04 de novembro de 2023 | Cascais | 13 – 21 | São Miguel | Estádio Municipal Dramático Cascais |
| 14:00                  |         |         |            |                                     |

| 04 de novembro de 2023 | CDUP | 5 – 50 | Agronomia | Estádio Universitário de Porto |
| 16:00                  |      |        |           |                                |

Folgam: Belenenses e CDUL

#### Jornada 5
| 10 de novembro de 2023 | Agronomia | 6 – 17 | CDUL | Tapada da Ajuda |
| 20:00                  |           |        |      |                 |

| 11 de novembro de 2023 | Belenenses | 44 – 13 | Académica | Parque de Rugby de Belém |
| 15:00                  |            |         |           |                          |

| 11 de novembro de 2023 | São Miguel | 23 – 33 | Direito | Parque de Rugby Bulldog |
| 19:00                  |            |         |         |                         |

| 12 de novembro de 2023 | Lousã | 6 – 52 | Benfica | Estádio Municipal José Redondo |
| 15:00                  |       |        |         |                                |

Folgam: Cascais e CDUP

#### Jornada 6
| 18 de novembro de 2023 | Direito | 81 – 0 | CDUP | Campo do Monsanto |
| 14:00                  |         |        |      |                   |

| 18 de novembro de 2023 | Académica | 16 – 32 | Agronomia | Estádio Municipal Sérgio Conceição |
| 15:00                  |           |         |           |                                    |

| 18 de novembro de 2023 | São Miguel | 14 – 43 | Benfica | Parque de Rugby Bulldog |
| 15:30                  |            |         |         |                         |

| 19 de novembro de 2023 | Lousã | 29 – 41 | Belenenses | Estádio Municipal José Redondo |
| 16:00                  |       |         |            |                                |

Folgam: Cascais e CDUL